# Birger Hatlebakk
Birger Hatlebakk (nasceu em 20 de agosto de 1912 - morreu em 27 de março de 1997) nascido em Elnesvågen, foi um industrial norueguês e político pelo partido Partido Liberal da Noruega.
Ele fundou a Moxy Engineering em Elnesvågen e a empresa Glamox em Molde.
Na política, atuou como vice-representante para o Parlamento norueguês de Møre og Romsdal durante o período de 1969 até 1973. 